# جلال نوري
جلال نوري إلري (بالتركية: Celal Nuri İleri)‏ (ولد في 15 أغسطس 1882 - 2 نوفمبر 1938): صحفي، سياسي، وأديب تركي مجدد. 
خلّف إلري ثلاثة وعشرين مؤلفاً مطبوعاً بالتركية من مجموع مؤلفاته، وقد صدرت بين عامي 1910 و1926م، منها: «مذكرات تاريخية» و«اتحاد الإسلام» و«نساؤنا» و"خاتم الأنبياء» و«اتحاد الإسلام والعلمانية» و«الروم وبيزنطة» وآخرها «الانقلاب التركي» (طبع في أسطنبول عام 1926). 

## سيرته وحياته

### النشأة والتعليم

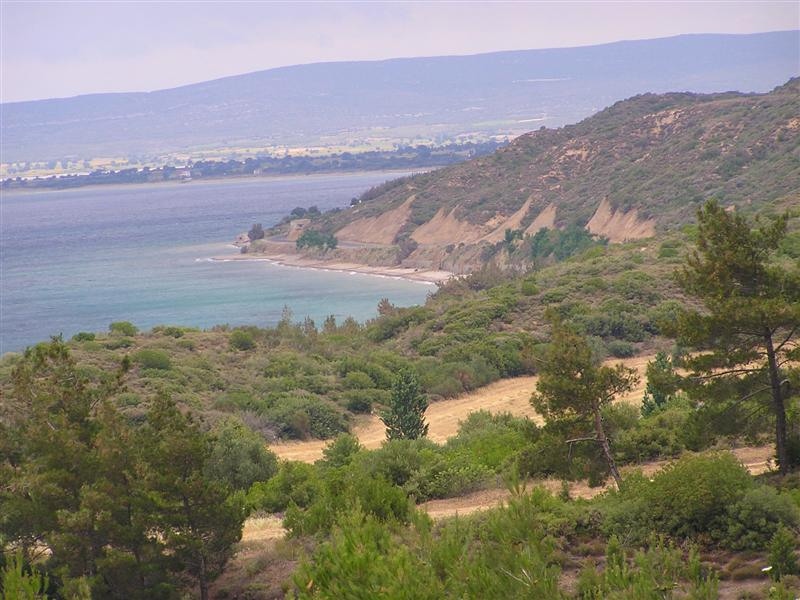
جاليبولي حيث نشأ

ولد في جاليبولي لأب ينحدر من أصل كريتي (نسبة إلى جزيرة كريت)، هو «مصطفى نوري حلوجي زاده»، الذي ترقى في مناصب عدة وكان نائباً في البرلمان التركي مجلس المبعوثان، وأمه ابنة عابدين پاشا، الذي كان والياً ووزيراً في عهد السلطان عبد الحميد الثاني. ينتمي إلري إلى وسط عائلي مثقف، فقد كان أحد أخوته كاتباً وصحفياً اشتراكياً شهيراً، وعمل أخ آخر له في الرسم والكاريكاتور، واشتهر عمه سري پاشا  في الوسط العلمي، وكذلك زوجه ليلى ساز التي كانت شاعرة وموسيقية وكاتبة مذكرات.
بدأ إلري دراسته في ثانوية غلطة سراي، ثم التحق بجامعة اسطنبول حيث درس الحقوق. وقد تعلم الإنجليزية والفرنسية وأتقن هذه الأخيرة حتى كتب بها.

### الحياة المهنية

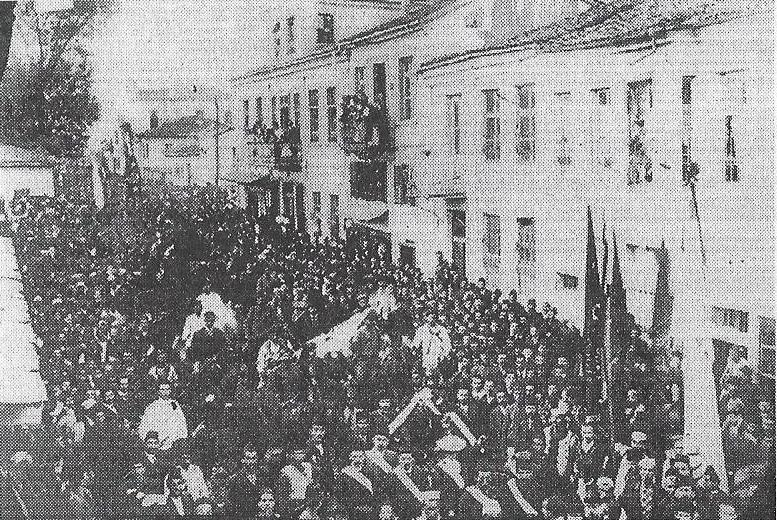
ثورة تركيا الفتاة.

قام إلري برحلات عدة في أوربة وسجل مشاهداته في كتابين من المذكرات والخواطر. وعمل في الصِّحافة وشارك في تحرير عدد من الصحف والدوريات كما أصدر بعضها مثل: «إقدام»، و«اجتهاد»، و«ثروة الفنون»، و«إلري»، و«الوطن التركي»، فضلاً عن إصداره صحيفتين بالفرنسية هما: «أخبار الشرق» وتركيا الفتاة، وقد كتب في الصحيفة الأخيرة ما ينوف على ألف وخمسمئة مقال وثائقي عن المدة التي تلت انقلاب 13 أبريل 1909، الذي أطاح السلطان عبد الحميد الثاني.
شارك إلري في آخر برلمان عثماني، كما انتُخب أربع مرات الجمعية الوطنية الكبرى الذي أسسه مصطفى كمال أتاتورك. ولمعرفته الواسعة بالقانون، وبثقافات الشرق والغرب، صار أحد المستشارين الذين لا يستغنى عنهم لدى حكومة أنقرة، التي يرأسها مصطفى كمال، وعرف عنه صراحته ونزاهته وتمسكه بالمبادئ وتأييده للحكومات المتحررة والشريفة. وقد أثارت انتقاداته اللاذعة لحكومة السلطان ومساوئها، في صحيفته اليومية «إلري» الصادرة في إسطنبول، وكذلك قوله بعدم ملاءَمة حكم الحزب الواحد للديمقراطية، ردود فعل شديدة في الصحافة، فقد هاجمه مؤيدو الحكومة في الصحف الرسمية، كما تهجّم عليه عضو في البرلمان وهو في مكتبه، كان إلري قد اتهمه وعدداً من النواب بإساءة استعمال سلطاتهم. وقد أثر هذا الحادث في نفس إلري، فأقل الكتابة وتجنب المهاترات بقية حياته إلى أن توفي في 2 نوفمبر 1938 .

### مؤلفاته

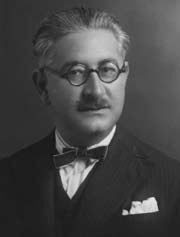
إلري عام 1920م

وضع إلري أكثر من ثلاثين مؤلفاً فضلاً عن آلاف المقالات التي جُمع بعضها في كتاب. ولم ينتسب إلى أي من الفئات الثلاث الرئيسية التي استقطبت السياسة التركية في أعقاب انقلاب 1908 (أصحاب الاتجاه التركي، وأصحاب الاتجاه الإسلامي، وأصحاب الاتجاه الغربي «المستغربون»). ولكنه تبنى موقفاً وسطاً بين الاتجاهين الأخيرين. وقد أُثر عنه قوله إن الحضارة نوعان: تقنية وأصيلة، فالغرب قد وصل إلى الذروة في الحضارة التقنية ولكنه لم يحقق، ولن يحقق، أي حضارة أصيلة. وقوله: «إن الحضارة التقنية يمكن نقلها من بلد إلى آخر، في حين لا يمكن نقل أصالة الحضارة، وقد ارتكب المصلحون العثمانيون خطأً كبيراً بخلطهم بين الحضارتين التقنية والأصيلة، فعوضاً عن الاكتفاء بنقل تقنية الغرب حاولوا تقليده في مجالات كان الإسلام فيها متفوقاً». وقد دخل جلال نوري في نقاش مطول مع عدد من الكتاب المشهورين حول القضايا الاجتماعية والسياسية والدينية والفقهية واللغوية، كما عارض بشدة القوميين المتطرفين، ودعاة التغريب، وكذلك الإسلاميين المتشددين.

### آراؤه
كان إلري مصلحاً معتدلاً وقد أدلى برأيه في قضايا مهمة، كانت مدار المناقشات في المدة بين عامي 1908 و1923. ففي مجال القضاء طالب بإصلاح جذري يستند إلى تطور الأمة التاريخي في ضوء أوضاعها وخصوصياتها وشروط حياتها ومتطلبات عصرها. وقال إن دستور مدحت باشا، ومجلة أحمد جودت باشا والقوانين الأخرى المتعلقة بالإدارة والقضاء والملكية لم تعد ملائمة لأنها لا تناسب المتغيرات المستجدة. وطالب بتعديل القوانين وفق مستجدات كل مرحلة.
وفيما يختص بتحرير المرأة، أشار إلى المساوئ الاجتماعية التي تعانيها النساء في المجتمع العثماني، وطالب بمنع تعدد الزوجات، وبعدم معاملة المرأة كأنها سلعة، ودعا إلى تحديث القوانين المتصلة بالزواج والطلاق والأولاد، بعد أن مضت قرون أسيء فيها تفسيرها. ولكن أفكاره بدت لكثيرين تقدمية أكثر مما يجب. وحول عوامل انحطاط العثمانيين، قال: «إن أهمها يعود إلى عدم مشاركتهم في الكشوف البحرية، وعصر النهضة الأوربية، واستغلال المطبعة». 
وكان من دعاة تغيير حروف كتابة اللغة التركية، وذكر أن حروف الهجاء العربية لا تناسب اللغة التركية، ودعا إلى ضرورة تبني الألِفبائية اللاتينية. ولكنه اتخذ موقفاً محافظاً حيال اللغة نفسها، فقد قال: "إن المفردات العربية والفارسية طبيعية بل ضرورية للغة التركية ضرورة الكلمات اللاتينية والفرنسية للإنكليزية. وما لبثت حملته على دعاة تبسيط اللغة أن تضاءلت في أعقاب إعلان الجمهورية في تركية.